# Cardamine caldeirarum
Cardamine caldeirarum — вид трав'янистих рослин з родини капустяні (Brassicaceae), ендемік Азорських островів.

## Опис
Трава висотою до 50 см, базальні листя з 5–6 пасками листових фрагментів, квіти білі.

## Поширення
Ендемік Азорських островів (Сан-Мігель, Піку, Корву, Фаял, Флорес).
Досить поширений вид на Азорських островах вище 400 м. Любить вологі місця.